# Canton de l'Aigle-Est
Le canton de l'Aigle-Est est une ancienne division administrative française située dans le département de l'Orne et la région Basse-Normandie.

## Histoire
Le canton est créé en 1982 par division en deux du canton de l'Aigle.

## Représentation
| Période | Période | Identité          | Étiquette | Qualité                                                                                                   |
| ------- | ------- | ----------------- | --------- | --- |
| 1982    | 1988    | Roland Boudet     | UDF-CDS   | Instituteur, journaliste, député (1958-1962 et 1967-1978), maire de L'Aigle (1965-1989)                   |
| 1988    | 2001    | André Grudet      | PS        | Professeur de lycée, maire de L'Aigle (1995-2001)                                                         |
| 2001    | 2008    | Jacques Frénéhard | DVD       | Adjoint au maire de L'Aigle                                                                               |
| 2008    | 2015    | Jean Sellier      | MoDem     | Maire de Saint-Sulpice-sur-Risle (depuis 1995), président de la communauté de communes du Pays de L'Aigle |

Le canton participe à l'élection du député de la deuxième circonscription de l'Orne.

## Composition

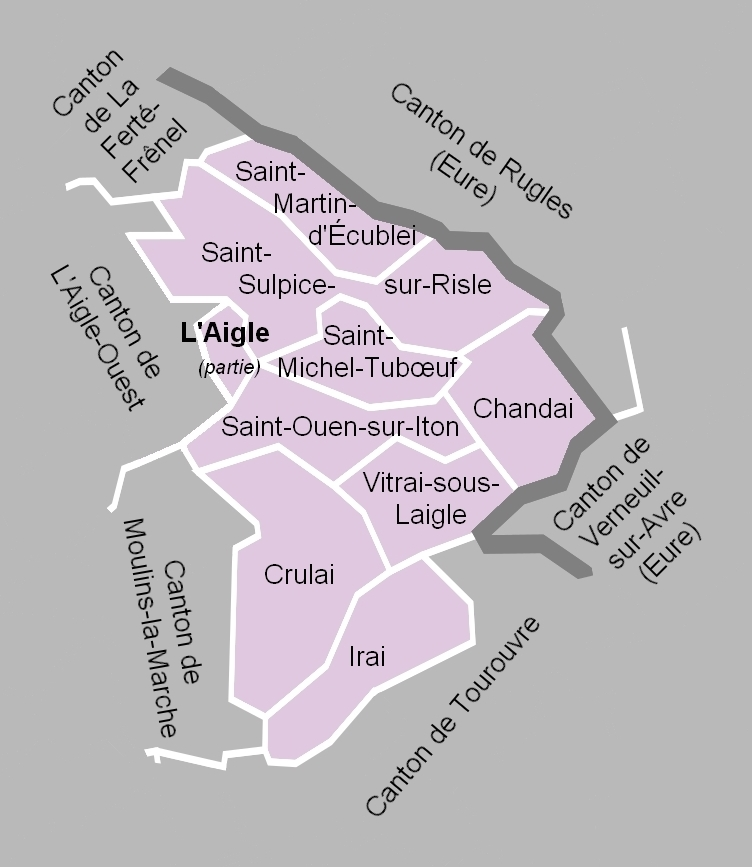
La carte des communes du canton. Les cantons limitrophes étaient ceux de La Ferté-Frênel, de Rugles, de Verneuil-sur-Avre, de Tourouvre, de Moulins-la-Marche et de L'Aigle-Ouest.

Le canton de l'Aigle-Est comptait 9 171 habitants en 2012 (population municipale) et groupait neuf communes, dont une partie de L'Aigle :
- L'Aigle (fraction) ;
- Chandai ;
- Crulai ;
- Irai ;
- Saint-Martin-d'Écublei ;
- Saint-Michel-Tubœuf ;
- Saint-Ouen-sur-Iton ;
- Saint-Sulpice-sur-Risle ;
- Vitrai-sous-Laigle.

À la suite du redécoupage des cantons pour 2015, les communes de L'Aigle, Chandai, Saint-Martin-d'Écublei, Saint-Michel-Tubœuf, Saint-Ouen-sur-Iton, Saint-Sulpice-sur-Risle et Vitrai-sous-Laigle sont rattachées au canton de l'Aigle et les communes de Crulai et Irai à celui de Tourouvre.

### Anciennes communes
Les anciennes communes suivantes étaient incluses dans le territoire du canton de l'Aigle-Est :
- Saint-Martin-des-Prés, absorbée en 1823 par Vitrai-sous-Laigle.
- Saint-Aubin-sur-Iton, absorbée en 1836 par Saint-Ouen-sur-Iton.
- Le Buat, partagée en 1845 entre Saint-Michel-la-Forêt et Saint-Ouen-sur-Iton.
- Tubœuf, absorbée en 1965 par Saint-Michel-la-Forêt. La commune prend alors le nom de Saint-Michel-Tubœuf.

## Démographie
| 1982 | 1990  | 1999  | 2006  | 2011  | 2012  |
| ---- | ----- | ----- | ----- | ----- | ----- |
| -    | 9 126 | 8 936 | 9 237 | 9 170 | 9 171 |